# ホラーサーン

イランの旧ホラーサーン州

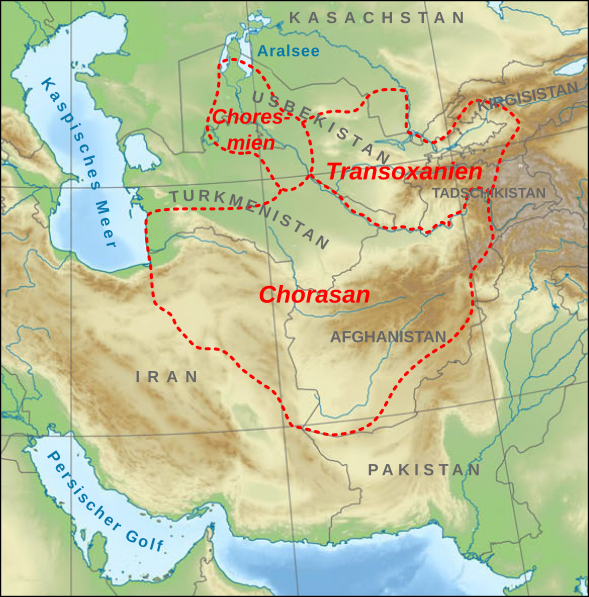
Choresmien（ホラズム）、Transoxanien（トランスオクシアナ）、Chorasan（ホラーサーン）

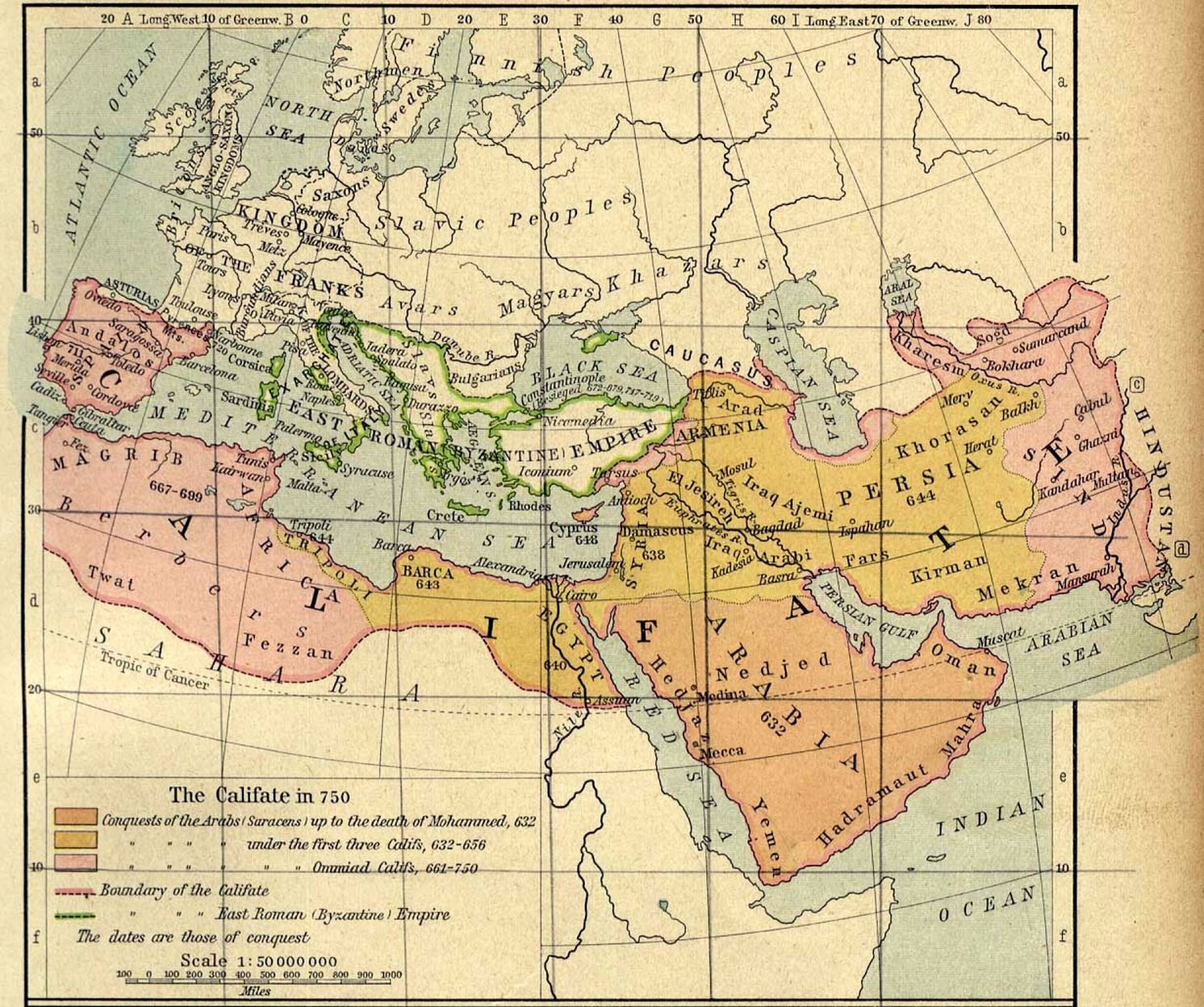
イスラム帝国時代のホラーサーンの領域（黄色）

ホラーサーン（ペルシア語: خراسان、英: Khorasan）は、イラン東部の州の名称で、この州は広大であったため、2004年9月29日、北ホラーサーン州、南ホラーサーン州、ラザヴィー・ホラーサーン州の3州に再編された。旧ホラーサーン州の州都は、マシュハド。「太陽の登るところ」を意味する。現在はラザヴィー・ホラーサーン州の州都となっている。

## 歴史
中世では、ホラーサーンとは、中世イラン語で (khor+ ayan)「（イランから見て）陽の登るところ」を意味し、アムダリヤ川以南、ヒンドゥークシュ山脈以北の東イラン、北西アフガニスタン、南トルクメニスタンを含む地域に対する呼び名であった。だいたいにおいて、アトラク川、ムールガーブ川、ハリー・ルード川などの流域の肥沃なオアシス地帯を指した。ニーシャプール、メルブ、ヘラート、バルフの4つに区分され、この4つが主要な都市であった。
ホラーサーンは、古来より、北方遊牧民族が中央アジアから南下して、イラン、インドに入る通り道にあたっていた。そのため、現イランの領域を含め、この地域を領有する王朝にとっては、重要な防衛ラインであって、歴代の皇太子が太守に任ぜられるのがならわしになっているほどであった。また、地政学的に東西交通の主要幹線が貫く地域であって、「シルクロード」のイラン地方を通過する部分は「ホラーサーン街道」と呼ばれた。
サーサーン朝がイスラム帝国に滅ぼされると（651年）、ホラーサーンは急速にイスラム化し、この地域を治める総督府は、メルブ（のちにニーシャプール）に置かれた。ウマイヤ朝を覆してアッバース朝を建てさせた原動力はこの地域の人々だったと言われる。
9世紀以降、イラン系のターヒル朝、サッファール朝、サーマーン朝、ゴール朝、テュルク系のガズニ朝、セルジューク朝、ホラズム・シャー朝が興亡を繰り返した。この間、ホラーサーンは、ペルシア文学復興の中心となり、諸都市は繁栄を極めた。1220～22年にモンゴルによって蹂躙されると、メルブやバルフが再び復興しなかったほどの壊滅的な打撃を受けた。一方、モンゴルの四ハン国のひとつ、イルハン朝で財政をつかさどったのは、経済について敏感なこの地方出身の貴族たちであった。14世紀後半になると、ティムール帝国の支配下に置かれ、ヘラートは、ティムールの子、シャー・ルフの首都となり、15世紀には、イスラムの学術・文化の一大中心地となった。16世紀、サファヴィー朝が、アムダリヤ川をウズベク族の南侵に対する防衛線とし、ホラーサーンを確保して、マシュハドをシーア派の聖地とした。